# Stjernehallen

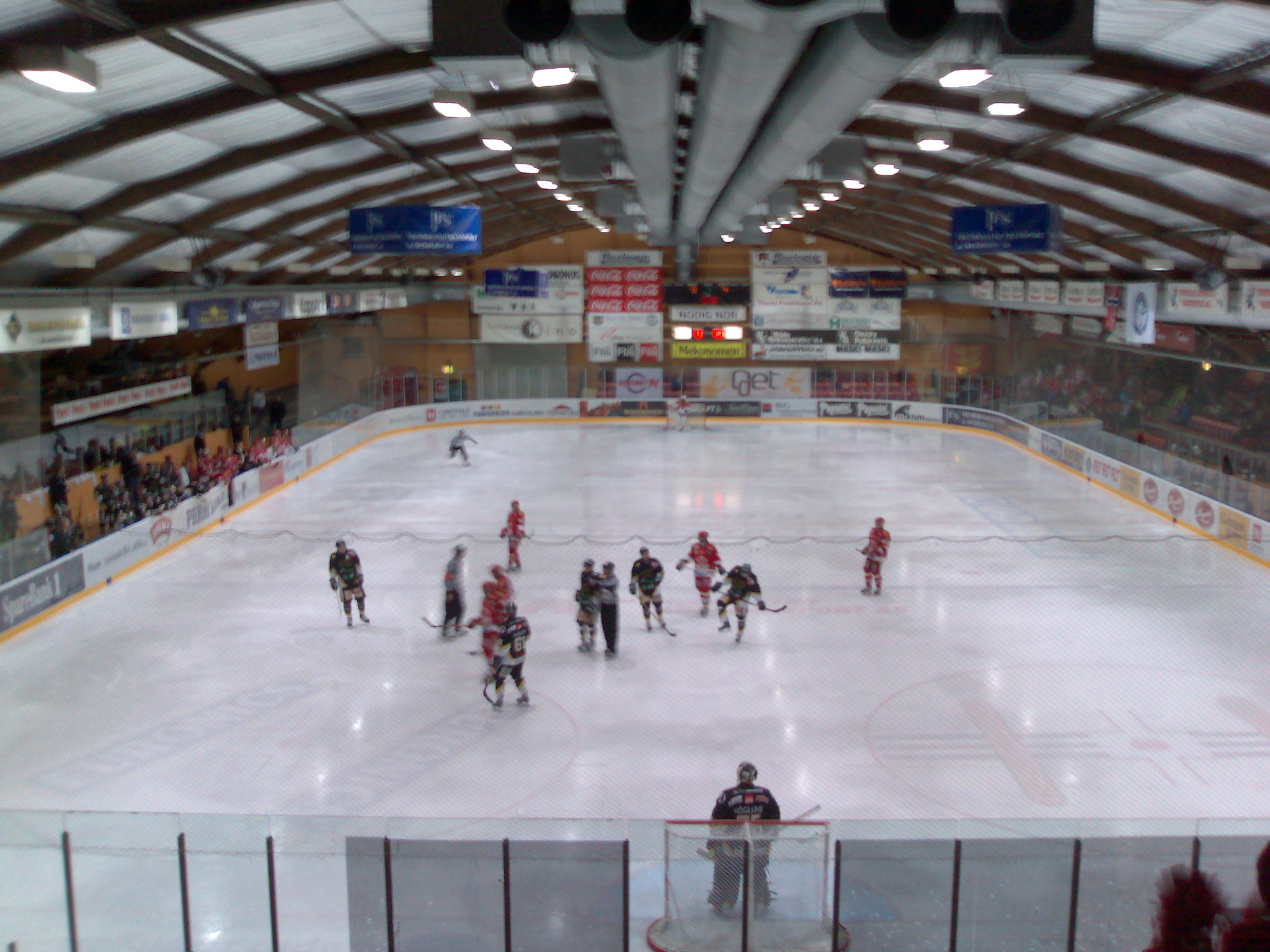
Match i Stjernehallen, 2007.

 Stjernehallen  är en ishall i  Fredrikstad i Norge. Den byggdes 1970 och tar 2 280 åskådare. Här spelar ishockeylaget  Stjernen Hockey sina hemmamatcher.